# بول كوليبالي
كيبا بول كوليبالي (بالفرنسية: Paul Koulibaly) (مواليد 24 مارس 1986) هو لاعب كرة قدم بوركيني في مركز الدفاع حيث يجيد اللعب كقلب دفاع وظهير أيسر. يلعب حاليًا لصالح نادي إنبي في الدوري المصري الممتاز.

## الألقاب

### النادي
إيتوال فيلانتي واغادوغو
- الدوري البوركيني الممتاز: 2008
- كأس بوركينا فاسو: 2006، 2008

دينامو بوخارست
- كأس السوبر الروماني: 2012

الشرطة
- الدوري العراقي الممتاز: 2012–13

## روابط خارجية
- بول كوليبالي على موقع الاتحاد الدولي (مؤرشف)  (الإنجليزية)
- بول كوليبالي على موقع قاعدة بيانات كرة القدم.إي يو (الإنجليزية)
- بول كوليبالي على موقع ناشيونال فوتبول تيمز (الإنجليزية)
- بول كوليبالي على موقع Soccerway.com (الإنجليزية)
- بول كوليبالي على موقع عالم كرة القدم.نت (الإنجليزية)
- بول كوليبالي على موقع كووورة